# Сентраль Кордова (футбольный клуб, Росарио)
Клуб Атлетико Сентраль Кордова (исп. Club Atlético Central Córdoba) — аргентинский футбольный клуб, представляющий город Росарио. В настоящее время команда выступает в Примере C, четвёртой лиге в системе футбольных лиг Аргентины.

## История
Футбольный клуб был основан 20 октября 1906 года группой железнодорожных рабочих, команда получила своё название от британской железнодорожной компании «Córdoba Central Railway» и одноимённой узкоколейной железной дороги, соединявшей столичный вокзал Ретиро с городом Кордова и проходящей через Росарио.
«Сентраль Кордова» принимает гостевые команды на собственном стадионе Габино Соса, ныне вмещающем около 18 000 зрителей и названным в ноябре 1969 года в честь Габино Сосы, выдающегося футболиста клуба в 1920-30-е годы.
Наиболее принципиальным соперником для «Сентраль Кордовы» являются их земляки, клуб «Архентино де Росарио». Их противостояние именуется «Класико Росарино» (исп. Clásico mendocino), как и соперничество двух ведущих клубов Росарио «Ньюэллс Олд Бойз» и «Росарио Сентраль». С последними «Сентраль Кордова» приходилось встречаться редко из-за разницы в классе, однако во время своего двухгодичного пребывания в Примере «Сентраль Кордове» удалось дважды обыграть «Ньюэллс Олд Бойз» (3:1 в 1958 году и 2:1 в следующем) и также дважды «Росарио Сентраль» (2:1 и 1:0 в сезоне 1959).
«Сентраль Кордова» 2 раз играла в Примере: в 1958 и 1959 годах. Впоследствии 4 раза «Сентраль Кордова» была близка от возвращения в элиту аргентинского футбола: в 1974, 1991, 1993 и 1997 годах. Кроме того она ещё 9 раз становилась победителем Турнира губернатора Лусиано Молинаса, местного футбольного соревнования провинции Санта-Фе, с 1932 по 1989 год.

## Достижения
- Кубок Беккара Варелы: 1

1933
- Примера B: 1

1957
- Примера B Метрополитана: 1

1990/91, 2013/14
- Примера C: 4

1952, 1973, 1982, 1987/88